# Сальевка
Сальёвка (баш. Салғыя) — село в Дуванском районе Республики Башкортостан Российской Федерации. Административный центр Сальевского сельсовета.

## География
Село расположено на реке Мелекас.

### Географическое положение
Расстояние до:
- районного центра (Месягутово): 66 км,
- ближайшей ж/д станции (Сулея): 141 км.

## История
Название происходит от фамилии Сальев.
Основано во 2-й половине 19 в. в Златоустовском уезде как выселок жителями с. Ярославка того же уезда.

## Население
| 2002 | 2010 | 2012 | 2013 | 2014 | 2015 | 2016 |
| ---- | ---- | ---- | ---- | ---- | ---- | ---- |
| 940  | ↘871 | ↘841 | ↘818 | ↘788 | ↗803 | ↘782 |
| 2017 |      |      |      |      |      |      |
| ↗786 |      |      |      |      |      |      |

Историческая численность населения: в 1920—1910 чел.; 1939—1292; 1959—1217; 1989—897; 2002—940.
Национальный состав
Согласно переписи 2002 года, преобладающая национальность — русские (97 %)

## Инфраструктура
средняя школа — ФМБОУ СОШ с. Ярославка в с. Сальёвка, детсад, фельдшерско-акушерский пункт, ДК, библиотека.

## Религия
В селе есть православная церковь Казанской иконы Божией Матери.

## Известные уроженцы
- Арестов, Анатолий Васильевич (1922—2017) — Герой Социалистического Труда.